# Sistema Monetari Europeu
El Sistema Monetari Europeu (SME) va ser un sistema que aspirava a facilitar la cooperació financera i l'estabilitat monetària en la Unió Europea. L’SME va entrar en vigor gràcies als treballs de la Comissió Jenkins el març de 1979 com a resposta a les alteracions causades en les economies europees per la fluctuació dels tipus de canvi en les crisis del petroli i el col·lapse dels acords de Bretton Woods en la dècada dels 70. El seu objectiu era triple: aconseguir l'estabilitat econòmica, superar les repercussions de la interdependència de les economies de la UE i ajudar al procés a llarg termini de la integració monetària europea.
El component central de l’SME era el mecanisme de tipus de canvi (MTC), un sistema voluntari de tipus de canvi semi-fixos, basat en la unitat monetària europea (ECU), adoptada en la creació de l’SME i basada en una valoració qualificada de les monedes dels estats membres. Sota l’MTC, les monedes participants estan autoritzades a fluctuar en relació amb cadascuna de les altres i l'ECU solament dins d'una banda fixa de valors.
No obstant això, malgrat uns resultats inicials prometedors de l’SME, una conjuntura econòmica adversa, la falta de coordinació i les diferències econòmiques entre els estats membres empenyen a l'abandonament formal de l’SME el 1989 per optar per un nou sistema més exigent i ambiciós, la integració monetària de l’UE.